# Vendegies-au-Bois Churchyard
Vendegies-au-Bois Churchyard is een Britse militaire begraafplaats gelegen in de Franse plaats Vendegies-au-Bois (Noorderdepartement). De begraafplaats wordt onderhouden door de Commonwealth War Graves Commission.
De begraafplaats telt 9 geïdentificeerde Gemenebest graven uit de Eerste Wereldoorlog.